# Port lotniczy Cajamarca-Mayor General FAP Armando Revoredo Iglesias
Port lotniczy Cajamarca-Mayor General FAP Armando Revoredo Iglesias – port lotniczy zlokalizowany w peruwiańskim mieście Cajamarca.